# Jan Holba
Jan Holba (16. října 1865 Ratibořice – 16. března 1949) byl rakouský římskokatolický duchovní, organizátor rolnických záložen a politik z Moravy; poslanec Moravského zemského sněmu.

## Biografie
Narodil se v Ratibořicích jako syn rolníka. Studoval čtyři roky na nižším reálném gymnáziu v Třebíči, pak dva roky v Brně a dva roky v Německém Brodě, kde maturoval s výborným prospěchem. V Brně následně vystudoval bohoslovectví. Působil jako kaplan v Starči, Babicích a Dubňanech. Od roku 1892 byl kaplanem v Letovicích. Byl aktivní ve veřejném a politickém životě. Podporoval rozvoj rolnických záložen. V roce 1895 založil první záložnu po vzoru raiffeisenek na Moravě, v následujících letech se takto podílel na vzniku více než třiceti záložen na Moravě. Roku 1897 založil Ústřední jednotu Raiffeisenek v Brně a působil jako její místopředseda. Roku 1902 také založil v Letovicích Rolnickou strojírnu a šrobárnu, předtím roku 1896 zde založil Besedu katolických mužů a jinochů. Od roku 1908 byl v Letovicích farářem u svatého Prokopa. Významný podíl měl na výstavbě Katolického domu v Letovicích. Beseda katolických mužů a jinochů se roku 1908 usnesla koupit pozemek. Holba pak na koupi použil vlastní peníze a věnoval je na výstavbu této spolkové budovy, která započala ještě v roce 1908. Holba do tohoto projektu vložil veškeré úspory a jmění. Od roku 1915 byl předsedou místní organizace Orla a roku 1922 inicioval záměr výstavby záloženské tělocvičny pro tělovýchovný spolek Orel, která byla postavena roku 1924.
Počátkem 20. století se zapojil i do vysoké politiky. V zemských volbách v roce 1906 byl zvolen na Moravský zemský sněm, kde zastupoval kurii venkovských obcí, český obvod Moravské Budějovice, Hrotovice. V roce 1906 se na sněm dostal jako kandidát Katolické strany národní na Moravě. V jejím rámci se řadil ke křesťansko sociálnímu proudu (Moravsko-slezská křesťansko-sociální strana na Moravě).
V roce 1920 patřil do proudu tzv. reformního duchovenstva, které kritizovalo poměry v katolické církvi a které připravilo půdu pro vznik samostatné Církve československé. Kvůli tomu byl téhož roku dočasně suspendován z výboru Besedy katolických mužů a jinochů v Letovicích. V katolické církvi ale zůstal a farářem v Letovicích byl od roku 1908 až do roku 1930.